# Biflustra perfragilis
Biflustra perfragilis is een mosdiertjessoort uit de familie van de Membraniporidae. De wetenschappelijke naam van de soort is voor het eerst geldig gepubliceerd in 1881 door MacGillivray.